# 堺駅
堺駅（さかいえき）は、大阪府堺市堺区戎島町三丁にある、南海電気鉄道南海本線の駅。駅番号はNK11。

## 概要
堺市最古の駅。かつては市の代表駅とされていたが、1965年に阪和線堺市駅に市の代表駅の座を譲り、現在は南海高野線堺東駅が実質的に代表駅となっている。
ラピートα以外の全種別が停車し、朝ラッシュ時の上りのみ運転される準急は当駅から急行運転を行う。なお、上りの終電は空港輸送を担うことから高野線の堺東駅と比較して1時間程度遅い。
第2回近畿の駅百選に選定されている。

## 歴史

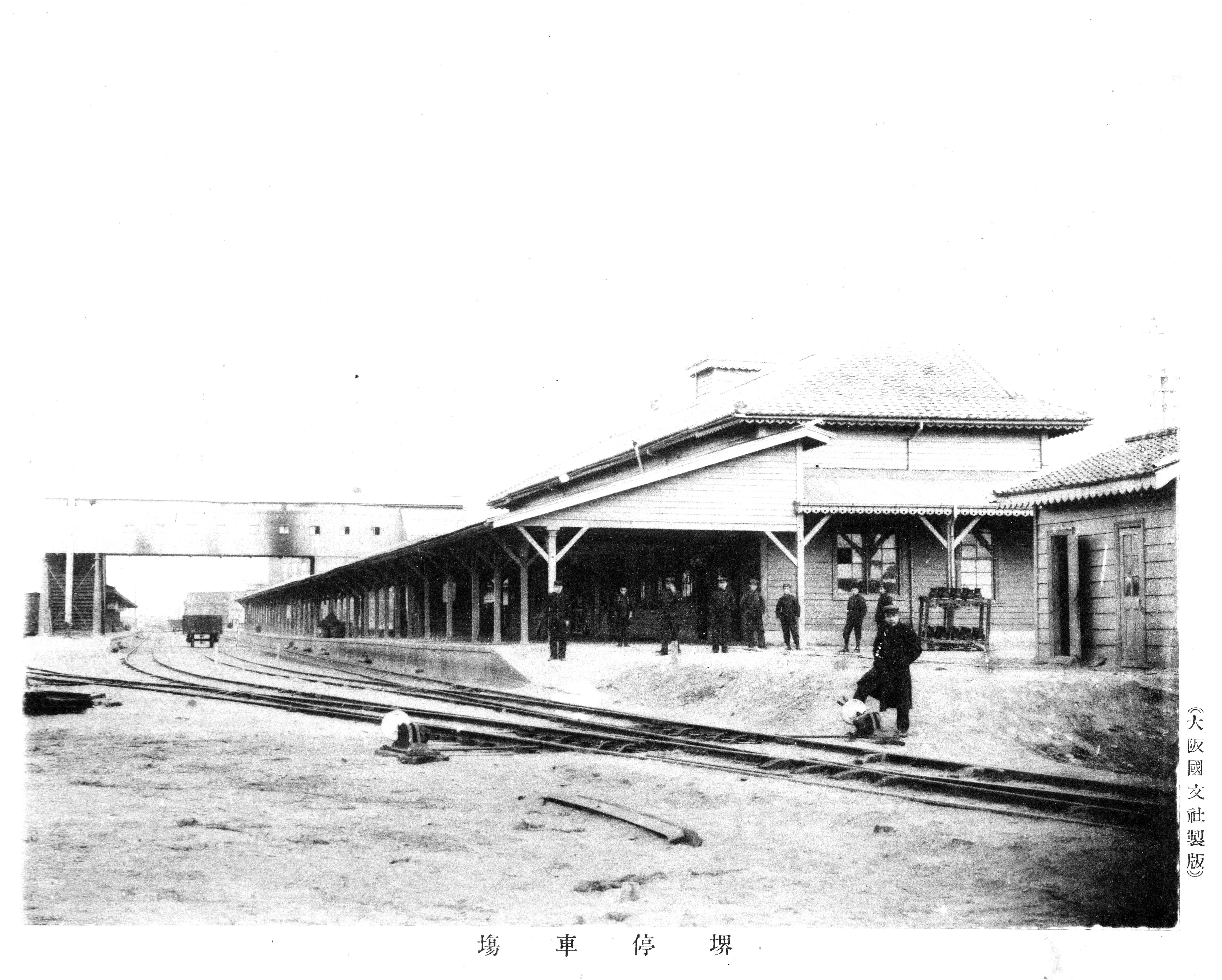
阪堺鉄道時代

開業時は現在地よりやや北側の南海バス堺営業所付近に駅があった。駅所在地の吾妻橋通は市街地西部の戎島のさらに西側に形成された附洲の一画に当たり、旧堺港に近く、鉄道唱歌にも浜の風景が歌われている。
大小路の西端に位置するものの駅前は寂しく、竪川以南の新地（龍神）や大浜公園が活況を呈していた。1912年に阪堺線宿院停留場が開業。続けて宿院停留場から大浜公園に向けて大浜支線が開通。同線と南海本線との乗り換え駅として龍神駅（りゅうじんえき）が開業。1912年のこれらの出来事は堺駅の地位低下を決定づけるものであった。
龍神駅は不便な堺駅に代わる堺の新しい玄関口として、堺駅より遥かににぎわうようになった。戦前の龍神駅は堺市最多の乗降客数を誇り、優等列車である特急・急行は龍神駅に停車、堺駅は通過した。龍神駅はまた、阪堺電鉄（後に大阪市電阪堺線）の龍神通駅との接続駅でもあった。1945年、甚大な被害を出した堺大空襲後の旅客営業再開は龍神駅のみで、堺駅はついに貨物駅となるに至った。
1955年に線形の改良工事に伴い、龍神駅からフェニックス通りを挟んで北向かいの位置に、堺駅と龍神駅を統合した新生「堺駅」が誕生し、旅客営業を再開した（現在の堺駅南口。コンフォートホテル堺）。1985年に南海本線の高架化に伴い、再び大小路の西端に移転したが、開業時の位置からはやや南寄りで、ホームは戎島と龍神の間を流れる竪川を跨いでいる。
大浜海岸など海浜リゾート地の工業地帯化、遊廓の廃止などで一時は場末のように寂れていた駅周辺だったが、現在地へ移転後、駅前にイトーヨーカドーが開店（関西初）するなど徐々に再開発が始まり、リーガロイヤルホテル（現・ホテルアゴーラ・リージェンシー堺）、プラットプラット、ラウンドワンなど商業施設も開業し、駅周辺は一定の集積が見られるほか、シャープ堺工場（匠町地区）や堺浜シーサイドステージ、Jグリーン堺が開設されてからは、それらへ向かうバスの発着拠点としての機能も果たしている。なお、イトーヨーカドーは2011年2月13日に閉店したが、2014年3月20日、跡地にライフが開店した。

### 年表
- 1888年（明治21年）5月15日：阪堺鉄道の路線延伸により、同線の終着駅たる堺駅として開業[1]、当時は吾妻橋駅とも呼ばれた（現在も駅前交差点は「吾妻橋（堺駅前）」と表示）。
- 1897年（明治30年）10月1日：南海鉄道が堺駅 - 佐野駅（現・泉佐野駅）間で開業、阪堺鉄道と南海鉄道の共同使用駅となる。
- 1898年（明治31年）10月1日：南海鉄道が阪堺鉄道を買収、南海鉄道の単独駅となる。
- 1912年（明治45年）4月1日：阪堺電気軌道（初代。後に南海鉄道へ統合）の大浜支線が宿院駅 - 水族館前駅間で開業。
- 1912年（大正元年）12月20日：湊駅との間に龍神駅開業。同駅は（旧）阪堺電気軌道大浜支線龍神電停との接続駅となる。南海本線のホームは地平に、大浜支線のホームは高架上にあり、立体交差となった。大正時代中には龍神駅が急行停車駅、堺駅は急行通過駅となる。
- 1929年（昭和4年）10月 - 阪堺電鉄龍神通駅開設。
- 1944年（昭和19年）
  - 3月7日：阪堺電鉄、大阪市に買収。大阪市電の阪堺線（通称は三宝線）となる。後、龍神通駅は大浜北町駅と改称。
  - 6月1日：南海鉄道と関西急行鉄道の会社合併により、近畿日本鉄道の駅となる。
- 1945年（昭和20年）7月10日：堺駅、龍神駅、堺大空襲により壊滅的被害。堺駅旅客取扱廃止。阪堺電気軌道大浜支線は不通となり、戦後復旧するも1949年に休止後、廃線。
- 1947年（昭和22年）6月1日：近畿日本鉄道、高野山電気鉄道改めた南海電気鉄道への路線譲渡により、同社の駅となる。
- 1955年（昭和30年）4月21日：堺駅と龍神駅を統合。統合後の駅名は堺駅とし旧龍神駅難波寄りに移転。旅客・貨物取扱駅が統合される。
- 1968年（昭和43年）10月1日：大阪市電阪堺線廃止。同線の大浜北町駅も消滅。
- 1983年（昭和58年）7月3日：上り線のみ高架化、現在地（開業当初の位置）に移転。
- 1985年（昭和60年）5月7日：高架化完成、現在地に移転。
- 1994年（平成6年）：ポルタス堺の完成に伴い、西口を新設、同時に大阪市営バスが乗り入れ開始。
- 1997年（平成9年）12月3日：堺駅周辺の再開発事業で駅ビルが完成[2]。東口（バスターミナルを含む）が現在地に移転。
- 2001年（平成13年）10月14日：近畿の駅百選に選定。
- 2012年（平成24年）4月1日 ：駅ナンバリングが導入され、使用を開始[3][4]。

### 鉄道唱歌
鉄道唱歌第5集（関西・参宮・南海篇）（1900年作詞）60番の歌詞にて、当駅が登場する。
堺の浜の風景に 旅の心もうばはれて 汽車のいづるも忘れたり 霞むはそれか淡路島

## 駅構造
待避設備のある島式2面4線の高架駅。有効長は10両編成分あるが、難波より1両分 (一般10両編成の1号車部分) は柵で仕切られており、立ち入りできない。また泉佐野 (南口階段) 寄り1両分 (一般10両編成の10号車部分) も停車しないが柵は設置されていない。2階に改札、3階にホームがある。改札口は東出口と西出口に通じる中央改札のほか、南改札口もある。中央改札横の東西連絡通路に売店とマクドナルド、QBハウス、堺市観光案内所があるほか、東出口側通路の壁に吉田初三郎が描いた「堺市鳥瞰図」（複製）が掲示されている。バリアフリー設備として、エスカレータ・エレベータが設置されている。トイレは設置されている。
列車の出発時には、全列車に対して出発時機合図（≒発車ベル）が鳴動する。
当駅は、駅長が配置され、粉浜駅 - 石津川駅間の各駅を管轄している。
特急もしくは急行系列車と、普通車との緩急接続がほぼ終日行われている。日中は当駅発車後の普通車は、上りは難波駅まで先着（途中、天下茶屋駅までの各駅と、新今宮駅に停車）、下りは泉大津駅まで先着しているが、その途中の高石駅では、全車指定席「ラピートβ」または、一部指定席「サザン」に追い越される為、岸和田駅にはこれらの特急列車が先着する。2014年10月18日改正で日中の二重待避は当駅のみとなった。
駅構内に南海線列車区堺エリアの事務所が所在するため、時間帯によっては当駅で乗務員交代が行われる。

### のりば
| のりば | 路線   | 方向 | 行先                    |
| ------ | ------ | ---- | ----------------------- |
| 1・2   | 南海線 | 下り | 和歌山市・ 関西空港方面 |
| 3・4   | 南海線 | 上り | なんば方面              |

偶数番線（2・4番線）が本線、奇数番線（1・3番線）が待避線となっている。これは複々線区間が当駅まで計画されていた名残である。

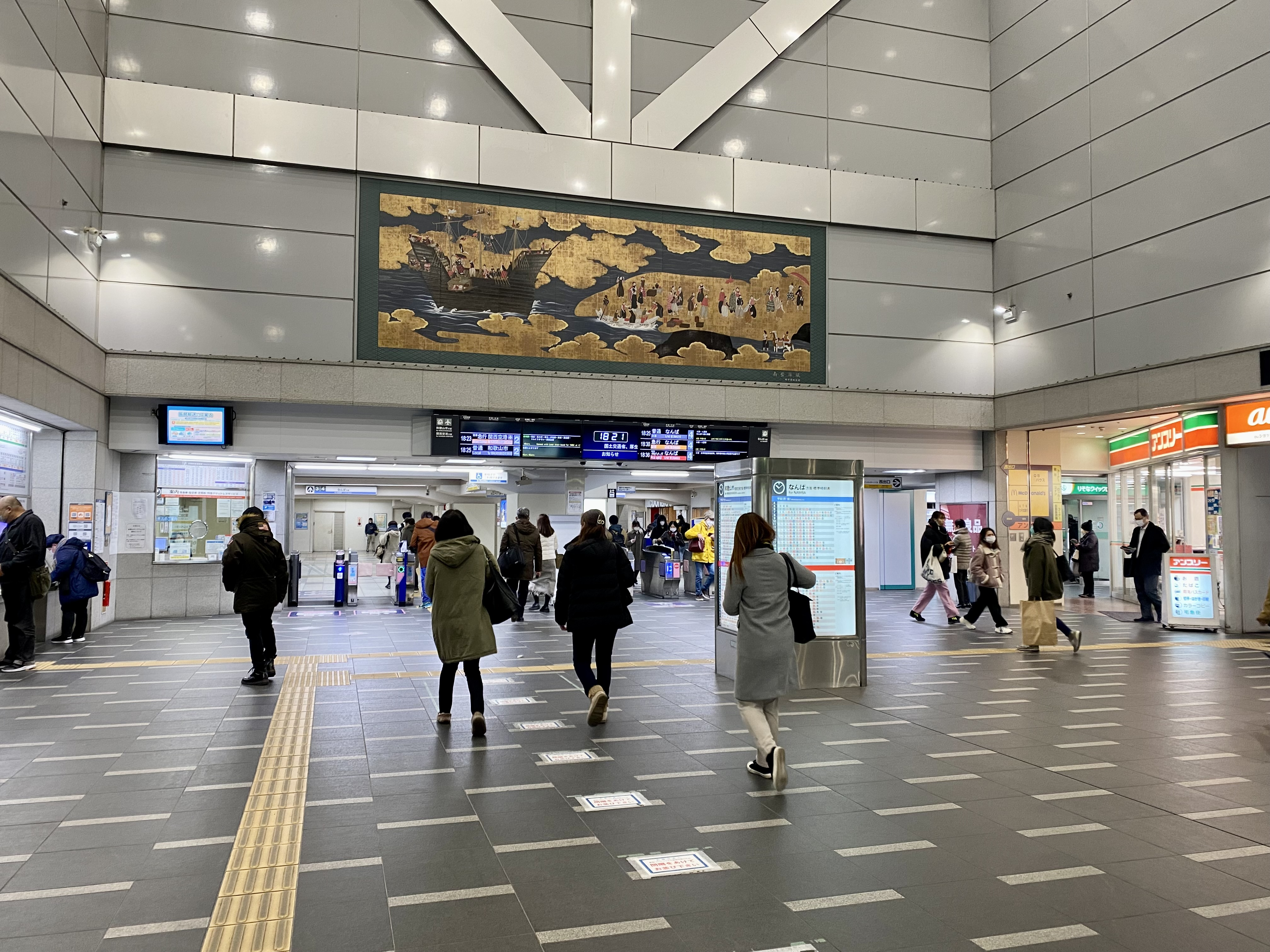
東口改札
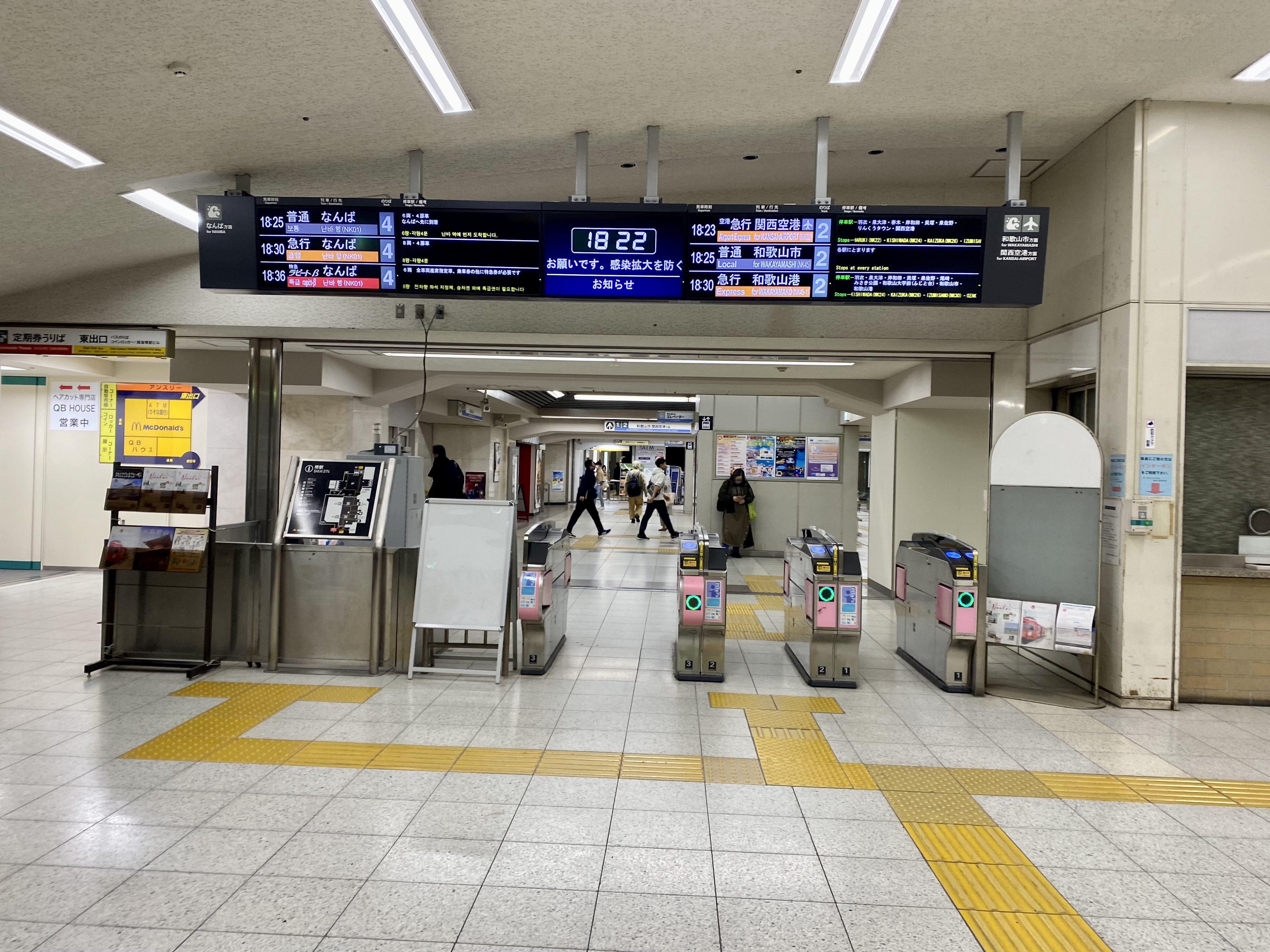
西口改札
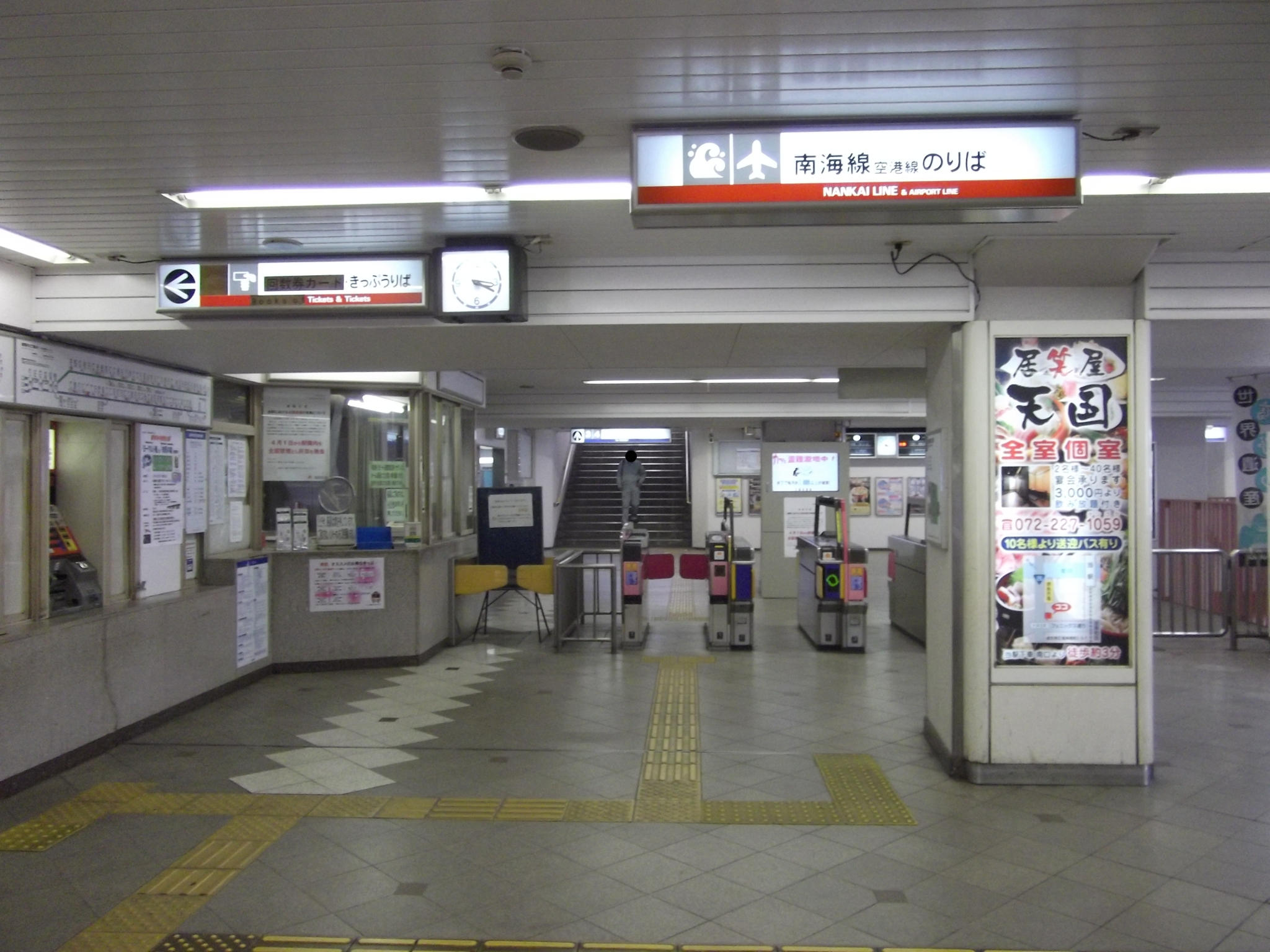
南口改札
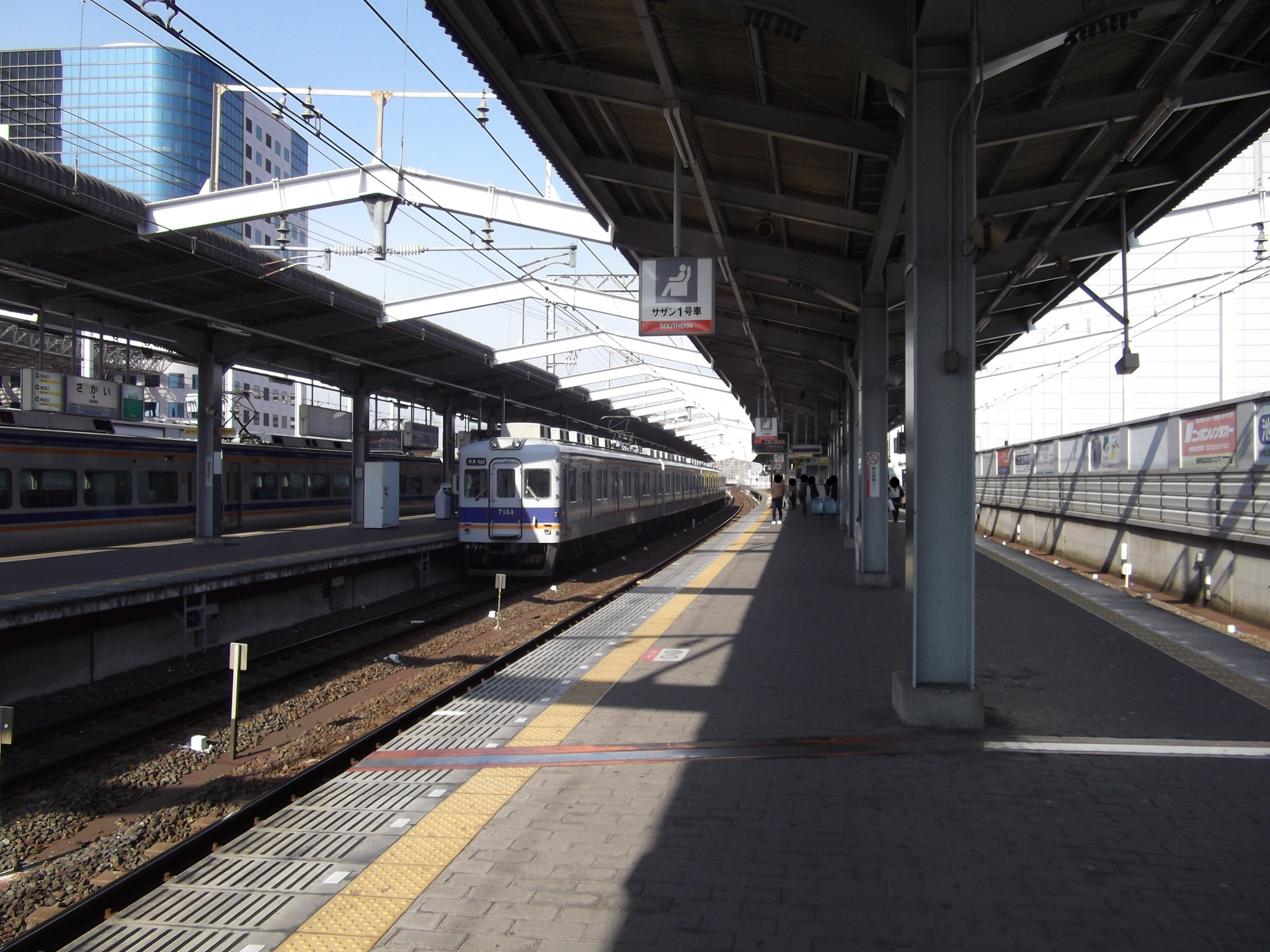
ホーム
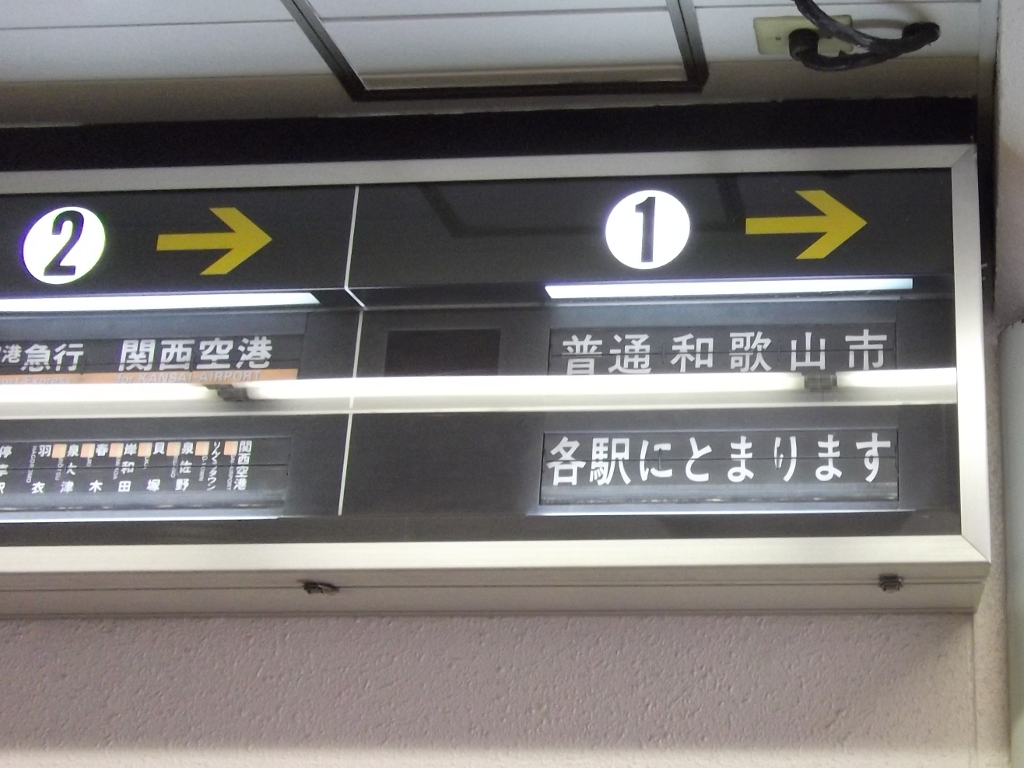
改札のソラリー式発車標。旧式表示の例。1番線の表示には英語表記がない。
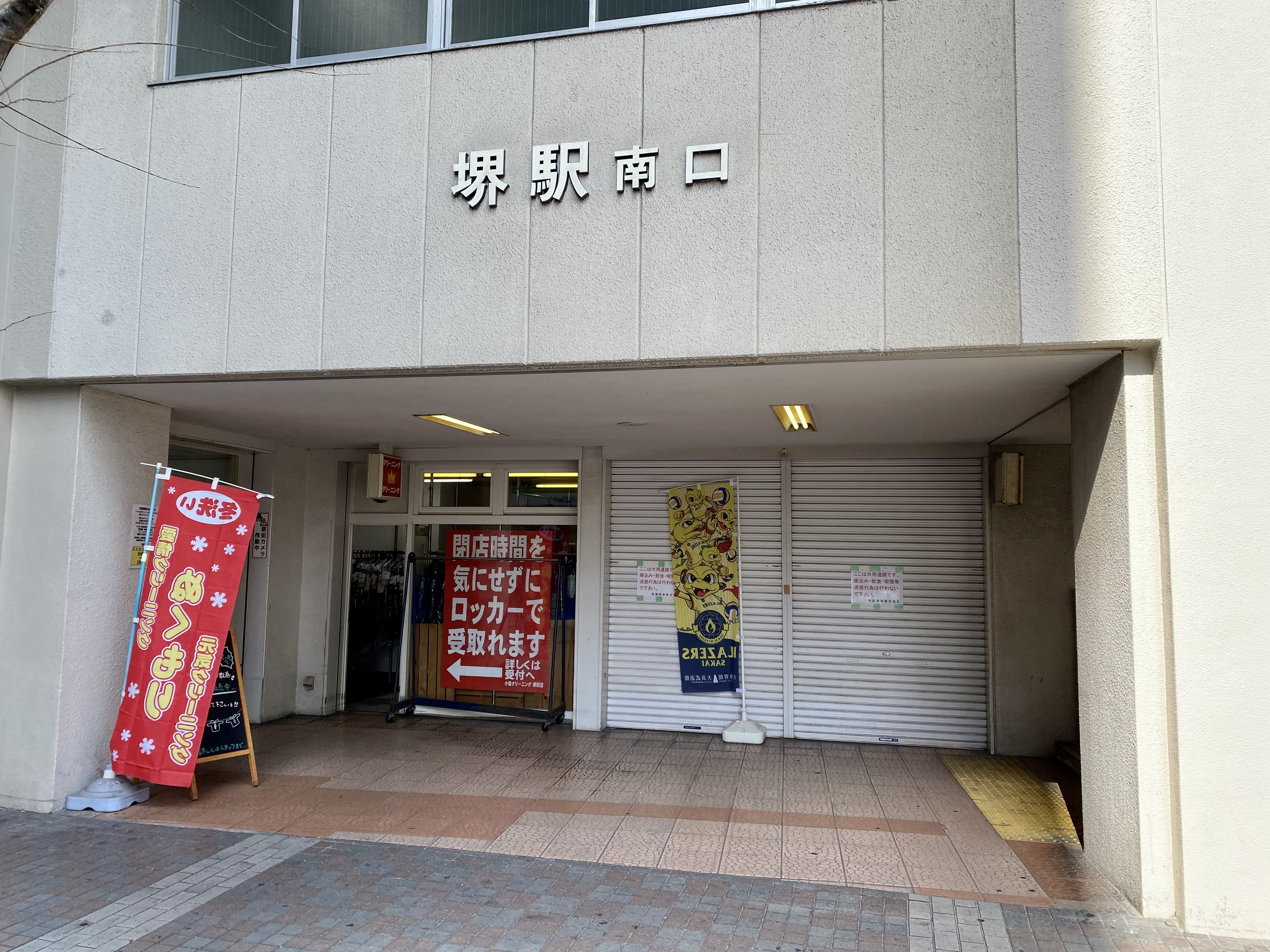
南口

## 利用状況
2023年（令和5年）度の1日平均乗降人員は35,058人である。南海の駅（100駅）では難波駅・新今宮駅・天下茶屋駅・堺東駅・三国ヶ丘駅に次ぐ第6位、南海本線（今宮戎駅・萩ノ茶屋駅を除く41駅）では4位であり、高野線と並行しない区間では当駅が最も乗降者数が多い。
各年度・年次の1日平均利用状況は下表の通り。
| 年度/年次          | 年度別   | 年度別 | 年度別 | 年次別   | 年次別   | 年次別   | 出典       | 出典          |
| 年度/年次          | 乗降人員 | 増減率 | 順位   | 乗車人員 | 降車人員 | 乗降人員 | 南海       | 大阪府        |
| ------------------ | -------- | ------ | ------ | -------- | -------- | -------- | ---------- | ------------- |
| 1990年（平成02年） |          |        |        | 17,200   | 16,959   | 34,159   |            | [ 大阪府 1 ]  |
| 1991年（平成03年） |          |        |        | 17,450   | 17,201   | 34,651   |            | [ 大阪府 2 ]  |
| 1992年（平成04年） |          |        |        | 17,171   | 16,926   | 34,097   |            | [ 大阪府 3 ]  |
| 1993年（平成05年） |          |        |        | 17,294   | 16,888   | 34,182   |            | [ 大阪府 4 ]  |
| 1994年（平成06年） |          |        |        | 17,818   | 17,053   | 34,871   |            | [ 大阪府 5 ]  |
| 1995年（平成07年） |          |        |        | 18,268   | 17,501   | 35,769   |            | [ 大阪府 6 ]  |
| 1996年（平成08年） |          |        |        | 18,079   | 17,334   | 35,413   |            | [ 大阪府 7 ]  |
| 1997年（平成09年） |          |        |        | 17,686   | 16,757   | 34,443   |            | [ 大阪府 8 ]  |
| 1998年（平成10年） |          |        |        | 17,431   | 16,537   | 33,968   |            | [ 大阪府 9 ]  |
| 1999年（平成11年） |          |        |        | 16,866   | 16,300   | 33,166   |            | [ 大阪府 10 ] |
| 2000年（平成12年） |          |        |        | 17,235   | 16,419   | 33,654   |            | [ 大阪府 11 ] |
| 2001年（平成13年） |          |        |        | 17,124   | 16,271   | 33,395   |            | [ 大阪府 12 ] |
| 2002年（平成14年） |          |        |        | 16,831   | 15,995   | 32,826   |            | [ 大阪府 13 ] |
| 2003年（平成15年） |          |        |        | 16,843   | 16,040   | 32,883   |            | [ 大阪府 14 ] |
| 2004年（平成16年） |          |        |        | 16,698   | 15,924   | 32,622   |            | [ 大阪府 15 ] |
| 2005年（平成17年） |          |        |        | 16,902   | 16,019   | 32,921   |            | [ 大阪府 16 ] |
| 2006年（平成18年） |          |        |        | 17,166   | 16,312   | 33,478   |            | [ 大阪府 17 ] |
| 2007年（平成19年） |          |        |        | 17,379   | 16,617   | 33,996   |            | [ 大阪府 18 ] |
| 2008年（平成20年） |          |        |        | 18,204   | 17,326   | 35,530   |            | [ 大阪府 19 ] |
| 2009年（平成21年） |          |        |        | 17,547   | 16,869   | 34,416   |            | [ 大阪府 20 ] |
| 2010年（平成22年） |          |        |        | 17,739   | 17,089   | 34,828   |            | [ 大阪府 21 ] |
| 2011年（平成23年） |          |        |        | 17,003   | 16,468   | 33,471   |            | [ 大阪府 22 ] |
| 2012年（平成24年） |          |        |        | 16,924   | 16,489   | 33,413   |            | [ 大阪府 23 ] |
| 2013年（平成25年） | 34,183   | 2.3%   | 8位    | 17,220   | 16,963   | 34,183   | [ 南海 1 ] | [ 大阪府 24 ] |
| 2014年（平成26年） | 34,610   | 1.2%   | 7位    | 17,401   | 17,209   | 34,610   | [ 南海 1 ] | [ 大阪府 25 ] |
| 2015年（平成27年） | 36,314   | 4.9%   | 6位    | 18,192   | 18,166   | 36,358   | [ 南海 1 ] | [ 大阪府 26 ] |
| 2016年（平成28年） | 37,815   | 4.1%   | 6位    | 18,574   | 19,240   | 37,814   | [ 南海 2 ] | [ 大阪府 27 ] |
| 2017年（平成29年） | 38,196   | 1.0%   | 6位    | 18,817   | 19,379   | 38,196   | [ 南海 3 ] | [ 大阪府 28 ] |
| 2018年（平成30年） | 38,564   | 1.0%   | 6位    | 19,014   | 19,550   | 38,564   | [ 南海 4 ] | [ 大阪府 29 ] |
| 2019年（令和元年） | 38,712   | 0.4%   | 6位    | 19,239   | 19,519   | 38,758   | [ 南海 5 ] | [ 大阪府 30 ] |
| 2020年（令和02年） | 30,402   | -21.5% | 6位    | 15,096   | 15,307   | 30,403   | [ 南海 6 ] | [ 大阪府 31 ] |
| 2021年（令和03年） | 30,264   | -0.5%  | 6位    | 15,046   | 15,218   | 30,264   | [ 南海 7 ] | [ 大阪府 32 ] |
| 2022年（令和04年） | 33,348   | 10.2％ | 6位    | 16,531   | 16,818   | 33,349   | [ 南海 8 ] | [ 大阪府 33 ] |
| 2023年（令和05年） | 35,058   | 5.1％  | 6位    |          |          |          | [ 南海 9 ] |               |

乗降者数グラフ

## 駅周辺

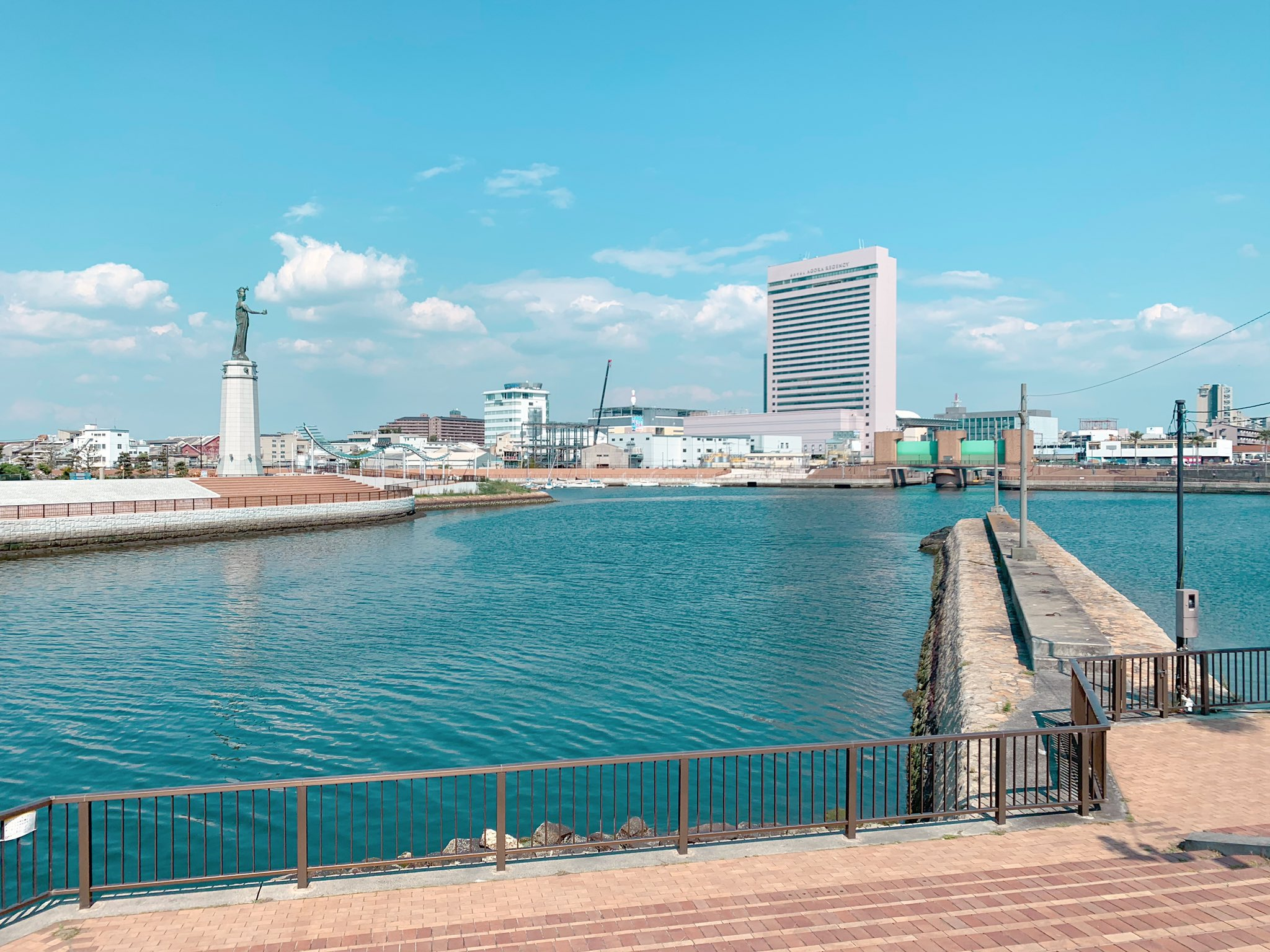
旧堺港

東口
東口には駅ビルがあり、各種事務所が入居している。駅ビルの北側に隣接して複合商業施設「プラットプラット」もあり、家電量販店「エディオン」やスーパー「KOHYO」等が入居している。東口の駅前広場は旧来の堺市街を横断して堺東駅に至る大小路の西端に当たり、堺市内各方面への路線（堺区内・松原方面）や東京方面への長距離路線が発着する南海バスの堺駅前停留所がある。南海バス堺営業所も近い。
- 堺市立市小学校

西口
西口にはポルタス堺、ホテル・アゴーラ リージェンシー堺（旧・リーガロイヤルホテル堺）があり、ペデストリアンデッキで結ばれている。他にラウンドワンやアパホテル堺駅前などがある。西口の駅前広場は国道26号に近接し、三宝臨海地区のJグリーン堺、堺浜シーサイドステージ、堺ディスプレイプロダクト堺工場へ向かう南海バスと、住之江公園駅へ向かう大阪シティバスの堺駅西口停留所がある。
- 堺化学工業本社

南口
南口にはショップ南海やコンフォートホテル堺（旧・ホテル南海さかい。旧駅舎跡）がある。竪川の南、龍神と呼ばれる新地（栄橋、竜神橋、住吉橋の3町）に位置し、改札と駅前広場がやや離れているため、高架沿いに商店街が形成されている。南口の駅前広場はフェニックス通りに面し、主に北野田・金岡方面への路線が発着する南海バスの堺駅南口停留所がある。同停留所は、高架化までは「堺駅前」だったが、高架化に伴い改称された。
- 大浜公園
  - 大浜公園野球場
  - 蘇鉄山
- 旧堺燈台
- 堺魚市場（※2025年7月31日で閉鎖[6]）
- 神明神社
- 龍神堂

## バス路線
南海バス・大阪シティバスの路線が駅周辺に発着。南海バスやさやま交通の高速バスも発着。

### 南海バス
「堺駅前」「堺駅南口」「堺駅西口」3つのターミナル全てに路線を有する。停留所位置については駅周辺の項参照。
堺駅南口停留所1番のりばから発車する131・132・132C系統のみ東山営業所、その他は堺営業所が担当。
| 停留所名 | のりば | 路線名         | 系統・行先                             | 備考                                                               |
| -------- | ------ | -------------- | -------------------------------------- | ------------------------------------------------------------------ |
| 堺駅前   | 1      | 布忍線         | 23系統：河内松原駅前                   |                                                                    |
| 堺駅前   | 2      | 堺・大小路線   | 0系統：堺東駅前                        | 「堺シャトルバス」                                                 |
| 堺駅前   | 3      | 南循環線       | 21系統：南循環左回り                   | 堺駅南口にも停車                                                   |
| 堺駅前   | 3      | 南循環線       | 21C系統：塩穴通                        | 平日7時台に2本のみ運行                                             |
| 堺駅前   | 4      | 堺南港線       | 41系統：ATC                            | 平日夕方のみ運行                                                   |
| 堺駅前   | 4      | 堺南港線       | 41V系統：ATC                           | 平日夕方2本のみ運行。フェリーターミナル経由                        |
| 堺駅前   | 4      | 堺南港線       | 42系統：ATC・コスモタワー方面          | 朝のみ運行                                                         |
| 堺駅前   | 4      | 堺南港線       | 42V系統：ATC・コスモタワー方面         | 朝2本のみ運行。復路でフェリーターミナル経由                        |
| 堺駅前   | 4      | 堺南港線       | 43系統：ATC・海遊館（天保山）方面      |                                                                    |
| 堺駅前   | 4      | 堺南港線       | 43V系統：ATC・海遊館（天保山）方面     | 本数わずか。フェリーターミナル経由                                 |
| 堺駅南口 | 1      | 北野田線       | 131系統：北野田駅前                    | 西小学校前経由                                                     |
| 堺駅南口 | 1      | 北野田線       | 132系統：北野田駅前                    | 福町経由                                                           |
| 堺駅南口 | 1      | 北野田線       | 132C系統：下出口                       | 平日深夜1本のみ                                                    |
| 堺駅南口 | 2      | 初芝線         | 33系統：初芝駅前                       | 本数わずか                                                         |
| 堺駅南口 | 2      | 野遠北野田線   | 35・35V・36・36V系統：地下鉄新金岡駅前 | 近畿中央呼吸器センター前・労災病院前の経由の有無により系統が異なる |
| 堺駅南口 | 2      | 野遠北野田線   | 37・37V・38V系統：阪和堺市駅前         | 近畿中央呼吸器センター前・労災病院前の経由の有無により系統が異なる |
| 堺駅南口 | 3      | 南循環線       | 21系統：南循環右回り                   |                                                                    |
| 堺駅南口 | 3      | 南循環線       | 21系統：堺駅前                         | 右回りの復路                                                       |
| 堺駅南口 | 4      | 南循環線       | 21系統：南循環左回り                   |                                                                    |
| 堺駅西口 | 1      | 北循環線       | 16系統：堺東駅前                       | 北循環、松屋大和川通経由。朝夕のみ                                 |
| 堺駅西口 | 1      | 北循環線       | 17系統：堺東駅前                       | 北循環、海山通四丁経由                                             |
| 堺駅西口 | 1      | 急行海浜匠町線 | 51系統：海浜匠町                       | 平日朝のみ運行。終点までノンストップ                               |
| 堺駅西口 | 1      | Jグリーン堺線  | 70系統：Jグリーン堺クラブハウス前      | 土休日2本のみ運行。終点までノンストップ                            |
| 堺駅西口 | 1      | Jグリーン堺線  | 78系統：堺浜北                         | 平日朝3本のみ運行。急行便                                          |
| 堺駅西口 | 2      | 堺匠町線       | 81・83・84系統：匠町                   | 朝夕に運行                                                         |
| 堺駅西口 | 2      | 堺匠町線       | 81L・83L・84L系統：海浜匠町            |                                                                    |
| 堺駅西口 | 3      | 堺匠町線       | 81系統：阪和堺市駅前                   | 堺東駅前経由                                                       |
| 堺駅西口 | 3      | 堺匠町線       | 84系統：阪和堺市駅前                   | 堺東駅前は経由しない                                               |
| 堺駅西口 | 3      | Jグリーン堺線  | 70系統：堺東駅前                       | 土休日2本のみ運行。終点までノンストップ                            |

#### 高速バス
- 堺・なんば・京都 - 柏崎・長岡線（南海バス・越後交通運行）
- サウスウェーブ号: 横浜駅（YCAT）・京成上野駅・東京ディズニーリゾート・西船橋駅・海浜幕張駅行き（和歌山バス・京成バス千葉イースト運行）

### 大阪シティバス
堺駅西口より発車。
- 89号系統：地下鉄住之江公園

### その他高速バス
堺駅西口より発車。
- さやま交通（WILLER EXPRESS）：池袋駅・バスタ新宿経由東京ディズニーシー行き

## 隣の駅
南海電気鉄道
南海本線
- ■特急「ラピートβ」停車駅

■特急サザン
天下茶屋駅 (NK05) - 堺駅 (NK11) - 岸和田駅 (NK24)
■急行・■空港急行・■区間急行
天下茶屋駅 (NK05) - 堺駅 (NK11) - 羽衣駅 (NK16)
■準急（当駅まで各駅停車、難波行きのみ運転）
天下茶屋駅 (NK05) ← 堺駅 (NK11) ← 湊駅 (NK12)
■普通
七道駅 (NK10) - 堺駅 (NK11) - 湊駅 (NK12)
- ( ) 内は駅番号を示す。
- 野外イベント会場「泉大津フェニックス」で大型イベントが行われる際は、サザンが通常の隣の停車駅との間にある泉大津駅に臨時停車する場合がある。

### 記事本文

### 利用状況
1. ↑  ハンドブック南海 - 南海電鉄
2. ↑  大阪府統計年鑑 - 大阪府

#### 大阪府統計年鑑
1. ↑  大阪府統計年鑑（平成3年） (PDF)
2. ↑  大阪府統計年鑑（平成4年） (PDF)
3. ↑  大阪府統計年鑑（平成5年） (PDF)
4. ↑  大阪府統計年鑑（平成6年） (PDF)
5. ↑  大阪府統計年鑑（平成7年） (PDF)
6. ↑  大阪府統計年鑑（平成8年） (PDF)
7. ↑  大阪府統計年鑑（平成9年） (PDF)
8. ↑  大阪府統計年鑑（平成10年） (PDF)
9. ↑  大阪府統計年鑑（平成11年） (PDF)
10. ↑  大阪府統計年鑑（平成12年） (PDF)
11. ↑  大阪府統計年鑑（平成13年） (PDF)
12. ↑  大阪府統計年鑑（平成14年） (PDF)
13. ↑  大阪府統計年鑑（平成15年） (PDF)
14. ↑  大阪府統計年鑑（平成16年） (PDF)
15. ↑  大阪府統計年鑑（平成17年） (PDF)
16. ↑  大阪府統計年鑑（平成18年） (PDF)
17. ↑  大阪府統計年鑑（平成19年） (PDF)
18. ↑  大阪府統計年鑑（平成20年） (PDF)
19. ↑  大阪府統計年鑑（平成21年） (PDF)
20. ↑  大阪府統計年鑑（平成22年） (PDF)
21. ↑  大阪府統計年鑑（平成23年） (PDF)
22. ↑  大阪府統計年鑑（平成24年） (PDF)
23. ↑  大阪府統計年鑑（平成25年） (PDF)
24. ↑  大阪府統計年鑑（平成26年） (PDF)
25. ↑  大阪府統計年鑑（平成27年） (PDF)
26. ↑  大阪府統計年鑑（平成28年） (PDF)
27. ↑  大阪府統計年鑑（平成29年） (PDF)
28. ↑  大阪府統計年鑑（平成30年） (PDF)
29. ↑  大阪府統計年鑑（令和元年） (PDF)
30. ↑  大阪府統計年鑑（令和2年） (PDF)
31. ↑  大阪府統計年鑑（令和3年） (PDF)
32. ↑  大阪府統計年鑑（令和4年） (PDF)
33. ↑  大阪府統計年鑑（令和5年） (PDF)

#### ハンドブック南海
1. 1 2 3  ハンドブック南海2016 鉄道事業 (PDF)
2. ↑  ハンドブック南海2017 (PDF)
3. ↑  ハンドブック南海2018 (PDF)
4. ↑  ハンドブック南海2019 (PDF)
5. ↑  ハンドブック南海2020 (PDF)
6. ↑  ハンドブック南海2021 (PDF)
7. ↑  ハンドブック南海2022 (PDF)
8. ↑  ハンドブック南海2023 (PDF)
9. ↑  ハンドブック南海2024 (PDF)